# Bodenbedeckung
Bodenbedeckung ist das physische Material an der Oberfläche der Erde. Bodenbedeckung beinhaltet u. a. Gras, Bäume, nacktes Gestein, Wasser sowie versiegelte Siedlungs- und Verkehrsflächen. Erdbedeckung (englisch earth cover) ist der Ausdruck, den der Ökologe Frederick Edward Clements verwendete und dessen nächstes heutiges Äquivalent Vegetation ist. Dieser Ausdruck wird weiterhin von dem US-amerikanischen Bureau of Land Management verwendet.
Es gibt zwei unterschiedliche Arten, um Informationen über die Bodenbedeckung zu erfassen: Feldforschung und die Analyse von Daten aus der Fernerkundung.
Eines der größten Probleme bei der Vergleichbarkeit von Untersuchungen ist die Verwendung unterschiedlicher Definitionen für gleich oder ähnlich benannte Kategorien. So gibt es beispielsweise viele verschiedene Definitionen von „Wald“, manchmal sogar innerhalb derselben Organisation, welche eine Vielzahl an unterschiedlichen Attributen umfassen (etwa der Stammgröße oder Wachstumsrate). Gebiete ohne Bäume können im Vereinigten Königreich und Irland auch als Waldbedeckung klassifiziert werden, sofern die Absicht besteht, dort neuen Wald anzulegen, während in Norwegen und Finnland Gebiete mit Bäumen unter Umständen nicht als Wald qualifiziert werden können, wenn die Bäume nicht schnell genug wachsen. Einer in der Zeitschrift Nature im Jahr 2018 veröffentlichten Studie zufolge nahm zwischen 1982 und 2016 die mit Wald bedeckte Fläche in den Tropen weiter deutlich ab, der Baumbestand in der globalen Gesamtbilanz um 2,24 Millionen Quadratkilometer (7,1 Prozent) hingegen zu; Kahlflächen in den landwirtschaftlichen Gegenden Asiens wurden reduziert. Der zunehmende Baumbewuchs sage jedoch nichts über die ökologische Qualität der Wälder und wenig über die reale Waldvernichtung aus, Baumplantagen etwa würden mit eingerechnet. Aride und semi-aride Ökosysteme verloren Vegetationsbedeckung, in Gebirgslagen nahm die Bodenbedeckung mit Wald zu. Bei den stärkeren Verlusten auf der Südhalbkugel im Vergleich zur Baumbedeckung der Nordhalbkugel sind die Staaten Lateinamerikas zu nennen, in Brasilien verschwand eine Fläche von 385.000 km2.